# Джаггер, Джейд
Джейд Ши́на Джезебе́л Джа́ггер (англ. Jade Sheena Jezebel Jagger; 21 октября 1971, Париж, Франция) — британский ювелир и фотомодель.

## Биография
Джейд Шина Джезебел Джаггер родилась 21 октября 1971 года в Париже в семье музыканта Мика Джаггера (род.1943) и активистки в сфере прав человека Бьянки Джаггер (род.1945), которые были женаты с 1971 по 1978 года. 
У Джейд есть старшая сводная сестра и пятеро младших сводных братьев и сестёр по отцу: 
- Кэрис Хант-Джаггер (род.04.11.1970, от фактического брака с певицей и актрисой Маршей Хант;
- Элизабет Скарлетт Джаггер[англ.] (род.02.03.1984);
- Джеймс Лерой Огюстин Джаггер (род.28.08.1985),
- Джорджия Мэй Эйиша Джаггер (род.12.01.1992)
- Гэбриел Люк Борегад Джаггер (род.09.12.1997) — все от его второго брака с моделью и актрисой Джерри Холл,
- Лукас Морис Морад-Джаггер (род.18.05.1999, от отношений с фотомоделью и телеведущей Люсианой Хименес[англ.]).

## Карьера
В 1996 году Джейд открыла ювелирную компанию «Jade Inc.», а в 2001 году она начала работать в качестве креативного директора «Garrard», английской компании, занимающейся дорогими ювелирными изделиями. Она работала там до 2006 года и в настоящее время продвигает «Jezebel». Она также работала в качестве модели нижнего белья. 

## Личная жизнь
В 1990—1999 года Джейд состояла в фактическом браке со своим одноклассником Пирсом Джексоном. В этих отношениях Джаггер родила двух дочерей — Ассизи Лола Джексон (род.02.07.1992) и Эмба Айзис Джексон (род.26.05.1996). В мае 2014 года она стала бабушкой девочки Эзры Кей — дочери Ассизи.
С 30 июня 2012 года Джейд замужем за диджеем и художником-дизайнером Эдрианом Филлари. В этом браке Джаггер родила своего третьего ребёнка и первого сына — Рэя Эммануэля Филлари (род.11.06.2014).